# Christian Wiese
Christian Wiese (geboren 28. Oktober 1961 in Bonn) ist ein deutscher evangelischer Theologe und Judaist.

## Leben
Christian Wiese studierte Evangelische Theologie an den Universitäten Tübingen, Bonn, Jerusalem und Heidelberg. Dem Ersten Theologischen Examen 1989 folgte von 1990 bis 1992 ein Aufbaustudium in Judaistik an der Hochschule für Jüdische Studien in Heidelberg, u. a. bei Heinz Eduard Tödt. 1997 promovierte er an der Johann-Wolfgang-Goethe-Universität Frankfurt am Main. Zwischendurch absolvierte er von 1993 bis 1997 das Vikariat in Bonn-Beuel und Oberkassel und legte das Zweite Theologische Examen bei der Evangelischen Kirche im Rheinland ab.
Wiese ging danach wieder in die Forschung zum Salomon-Ludwig-Steinheim-Institut für deutsch-jüdische Geschichte an der Universität Duisburg-Essen. 1999 wurde er Wissenschaftlicher Assistent am Lehrstuhl für Judaistik an der Universität Erfurt und ging 2003 als Visiting Professor an die McGill University in Montreal, 2004 an das Dartmouth College, New Hampshire und 2005 an das Trinity College, Dublin.
An der Universität Erfurt wurde er 2006 für Religionswissenschaft und Judaistik habilitiert und zum Privatdozenten ernannt. Von 2007 bis 2010 war Wiese Direktor des Centre for German-Jewish Studies und Professor für jüdische Geschichte an der University of Sussex. Seit Oktober 2010 ist er Inhaber der Martin-Buber-Professur für Jüdische Religionsphilosophie an der Johann-Wolfgang-Goethe-Universität Frankfurt am Main und seit 2021 Direktor des Frankfurter Buber-Rosenzweig-Instituts für jüdische Geistes- und Kulturgeschichte der Moderne und Gegenwart.
Wieses Forschung bearbeitet die jüdische Religionsphilosophie der Neuzeit, den Holocaust, die Antisemitismusforschung, die jüdisch-christlichen Beziehungen und den Zionismus. Wiese hat über Hans Jonas, Robert Weltsch, David Einhorn sowie über Saul Friedländer publiziert. Gemeinsam mit Michael Brocke forscht er über den Historiker Raphael Straus.
Er gilt als „einer der weltweit führenden Gelehrten des modernen deutsch-jüdischen Denkens“.

## Schriften
Autor
- Wissenschaft des Judentums und protestantische Theologie im wilhelminischen Deutschland: Ein Schrei ins Leere? Mohr Siebeck, Tübingen 1999, ISBN 3-16-147201-2 (Dissertation, Universität Frankfurt am Main, 1997).
- Hans Jonas – „Zusammen Philosoph und Jude“. Essay. Jüdischer Verlag im Suhrkamp-Verlag, Frankfurt am Main 2003, ISBN 3-633-54194-2.

Herausgeber
- (mit Eric Jacobson) Weiterwohnlichkeit der Welt: Zur Aktualität von Hans Jonas. Philo, Berlin 2003, ISBN 3-8257-0337-1.
- Hans Jonas: Erinnerungen: nach Gesprächen mit Rachel Salamander. Insel, Frankfurt am Main 2003, ISBN 3-458-17156-8.
- Redefining Judaism in an age of emancipation: Comparative perspectives on Samuel Holdheim (1806–1860). Brill, Leiden/Boston 2007, ISBN 978-90-04-15265-6.
- (mit Andreas Gotzmann) Modern Judaism and historical consciousness: Identities, encounters, perspectives. Brill, Leiden/Boston 2007, ISBN 978-90-04-15289-2.
- (mit Paul Betts) Years of persecution, years of extermination: Saul Friedländer and the future of Holocaust studies. Continuum, London 2010, ISBN 978-1-4411-2987-1.